# Collectebusfondsen
Collectebusfondsen (soms ook gezondheidsfondsen genoemd) zijn stichtingen die via collectes geld inzamelen ter besteding aan voorlichting over en wetenschappelijk onderzoek naar bepaalde aandoeningen en groepen aandoeningen. Daarnaast hebben deze fondsen veelal een functie als klankbord voor patiëntengroepen.
Geschat wordt dat collectebusfondsen in totaal ongeveer € 100 miljoen aan wetenschappelijk onderzoek financieren. Collectebusfondsen zijn private non-profitorganisaties.

## De Fondsen
- KWF Kankerbestrijding
- Nederlandse Hartstichting
- Reumafonds
- Prinses Beatrix Fonds
- Nierstichting Nederland
- Longfonds
- Hersenstichting Nederland
- Nationaal MS Fonds
- Nederlandse Brandwonden Stichting
- Nationaal Epilepsie Fonds
- MDL Fonds (voorheen Maag Lever Darm Stichting)
- Aids Fonds
- Alzheimer Nederland
- Fonds Psychische Gezondheid